# Campeonato Asiático de Balonmano Masculino de 2020
El Campeonato Asiático de Balonmano Masculino de 2020 fue la 19.ª edición del Campeonato Asiático de Balonmano Masculino, que tuvo lugar en Ciudad de Kuwait, Kuwait del 16 de enero de 2020 al 27 de enero del mismo año. Sirvió de clasificación para el Campeonato Mundial de Balonmano Masculino de 2021.

## Grupos
| Grupo A       | Grupo B | Grupo C        | Grupo D                |
| ------------- | ------- | -------------- | ---------------------- |
| Baréin        | Catar   | Arabia Saudita | Kuwait                 |
| Irán          | Japón   | Corea del Sur  | Emiratos Árabes Unidos |
| Nueva Zelanda | China   | Australia      | Iraq                   |
|               |         |                | Hong Kong              |

## Primera fase

### Grupo A
| Equipo        | J | G | E | P | GF | GC | DG  | PTS |
| ------------- | - | - | - | - | -- | -- | --- | --- |
| Baréin        | 2 | 2 | 0 | 0 | 67 | 36 | +31 | 4   |
| Irán          | 2 | 1 | 0 | 1 | 73 | 43 | +30 | 2   |
| Nueva Zelanda | 2 | 0 | 0 | 2 | 37 | 98 | -61 | 0   |

- Resultados

| Fecha | Hora  | Partido¹      | Partido¹ | Partido¹      | Resultado |
| ----- | ----- | ------------- | -------- | ------------- | --------- |
| 16.01 | 13:00 | Nueva Zelanda | -        | Baréin        | 16-45     |
| 17.01 | 10:00 | Irán          | -        | Nueva Zelanda | 53-21     |
| 18.01 | 13:00 | Baréin        | -        | Irán          | 22-20     |

### Grupo B
| Equipo | J | G | E | P | GF | GC | DG  | PTS |
| ------ | - | - | - | - | -- | -- | --- | --- |
| Catar  | 2 | 2 | 0 | 0 | 85 | 46 | +39 | 4   |
| Japón  | 2 | 1 | 0 | 1 | 67 | 52 | +15 | 2   |
| China  | 2 | 0 | 0 | 2 | 34 | 88 | -54 | 0   |

- Resultados

| Fecha | Hora  | Partido¹ | Partido¹ | Partido¹ | Resultado |
| ----- | ----- | -------- | -------- | -------- | --------- |
| 16.01 | 15:00 | China    | -        | Catar    | 18-49     |
| 17.01 | 17:00 | Japón    | -        | China    | 39-16     |
| 18.01 | 17:00 | Catar    | -        | Japón    | 36-28     |

### Grupo C
| Equipo         | J | G | E | P | GF | GC | DG  | PTS |
| -------------- | - | - | - | - | -- | -- | --- | --- |
| Arabia Saudita | 2 | 2 | 0 | 0 | 66 | 42 | +24 | 4   |
| Corea del Sur  | 2 | 1 | 0 | 1 | 67 | 49 | +18 | 2   |
| Australia      | 2 | 0 | 0 | 2 | 35 | 77 | -42 | 0   |

- Resultados

| Fecha | Hora  | Partido¹       | Partido¹ | Partido¹       | Resultado |
| ----- | ----- | -------------- | -------- | -------------- | --------- |
| 16.01 | 17:00 | Australia      | -        | Corea del Sur  | 20-40     |
| 17.01 | 15:00 | Arabia Saudita | -        | Australia      | 37-15     |
| 18.01 | 11:00 | Corea del Sur  | -        | Arabia Saudita | 27-29     |

### Grupo D
| Equipo                 | J | G | E | P | GF | GC  | DG  | PTS |
| ---------------------- | - | - | - | - | -- | --- | --- | --- |
| Kuwait                 | 3 | 3 | 0 | 0 | 87 | 57  | +30 | 6   |
| Emiratos Árabes Unidos | 3 | 2 | 0 | 1 | 75 | 50  | +25 | 4   |
| Iraq                   | 3 | 1 | 0 | 2 | 84 | 67  | +17 | 2   |
| Hong Kong              | 3 | 0 | 0 | 3 | 51 | 123 | -72 | 0   |

- Resultados

| Fecha | Hora  | Partido¹  | Partido¹ | Partido¹               | Resultado |
| ----- | ----- | --------- | -------- | ---------------------- | --------- |
| 16.01 | 11:00 | Hong Kong | -        | Emiratos Árabes Unidos | 11-38     |
| 16.01 | 20:00 | Iraq      | -        | Kuwait                 | 22-25     |
| 17.01 | 17:00 | Iraq      | -        | Emiratos Árabes Unidos | 19-20     |
| 17.01 | 19:00 | Hong Kong | -        | Kuwait                 | 18-42     |
| 18.01 | 15:00 | Hong Kong | -        | Iraq                   | 22-43     |
| 18.01 | 19:00 | Kuwait    | -        | Emiratos Árabes Unidos | 20-17     |

## Ronda principal

### Grupo I
| Equipo                 | J | G | E | P | GF | GC | DG  | PTS |
| ---------------------- | - | - | - | - | -- | -- | --- | --- |
| Japón                  | 3 | 3 | 0 | 0 | 86 | 64 | +22 | 6   |
| Baréin                 | 3 | 2 | 0 | 1 | 70 | 60 | +10 | 4   |
| Emiratos Árabes Unidos | 3 | 1 | 0 | 2 | 60 | 80 | -20 | 2   |
| Arabia Saudita         | 3 | 0 | 0 | 3 | 59 | 71 | -12 | 0   |

- Resultados

| Fecha | Hora  | Partido¹               | Partido¹ | Partido¹               | Resultado |
| ----- | ----- | ---------------------- | -------- | ---------------------- | --------- |
| 20.01 | 14:00 | Emiratos Árabes Unidos | -        | Baréin                 | 18-29     |
| 20.01 | 16:00 | Arabia Saudita         | -        | Japón                  | 22-30     |
| 21.01 | 14:00 | Baréin                 | -        | Japón                  | 23-25     |
| 21.01 | 16:00 | Emiratos Árabes Unidos | -        | Arabia Saudita         | 23-20     |
| 23.01 | 14:00 | Japón                  | -        | Emiratos Árabes Unidos | 31-19     |
| 23.01 | 16:00 | Baréin                 | -        | Arabia Saudita         | 18-17     |

### Grupo II
| Equipo        | J | G | E | P | GF | GC | DG  | PTS |
| ------------- | - | - | - | - | -- | -- | --- | --- |
| Catar         | 3 | 3 | 0 | 0 | 94 | 75 | +19 | 6   |
| Corea del Sur | 3 | 1 | 1 | 1 | 85 | 85 | 0   | 3   |
| Irán          | 3 | 1 | 1 | 1 | 77 | 79 | -2  | 3   |
| Kuwait        | 3 | 0 | 0 | 3 | 74 | 91 | -17 | 0   |

- Resultados

| Fecha | Hora  | Partido¹      | Partido¹ | Partido¹      | Resultado |
| ----- | ----- | ------------- | -------- | ------------- | --------- |
| 20.01 | 18:00 | Corea del Sur | -        | Catar         | 27-34     |
| 20.01 | 20:00 | Kuwait        | -        | Irán          | 24-28     |
| 21.01 | 18:00 | Irán          | -        | Catar         | 25-31     |
| 21.01 | 20:00 | Kuwait        | -        | Corea del Sur | 27-34     |
| 23.01 | 18:00 | Irán          | -        | Corea del Sur | 24-24     |
| 23.01 | 20:00 | Catar         | -        | Kuwait        | 29-23     |

## Fase final
|  | Semifinales   | Semifinales |       |               | Final        | Final        |  |
|  | 25 de enero   | 25 de enero |       |               | 27 de enero  | 27 de enero  |  |
|  |               |             |       |               |              |              |  |
|  |               |             |       |               |              |              |  |
|  | Japón         | 32          |       |               |              |              |  |
|  | Japón         | 32          |       |               |              |              |  |
|  | Corea del Sur | 34 (ET)     |       |               |              |              |  |
|  | Corea del Sur | 34 (ET)     |       | Corea del Sur | 21           |              |  |
|  |               |             |       | Corea del Sur | 21           |              |  |
|  |               |             | Catar | 33            |              |              |  |
|  | Catar         | 28          | Catar | 33            |              |              |  |
|  | Catar         | 28          |       |               |              |              |  |
|  | Baréin        | 24          |       |               | Tercer lugar | Tercer lugar |  |
|  | Baréin        | 24          |       |               | Tercer lugar | Tercer lugar |  |
|  |               |             |       |               |              |              |  |
|  |               |             |       |               | Japón        | 27           |  |
|  |               |             |       |               | Japón        | 27           |  |
|  |               |             |       |               | Baréin       | 26           |  |
|  |               |             |       |               | Baréin       | 26           |  |
|  |               |             |       |               |              |              |  |

| Bandera de Catar        |
| Campeón Catar 4º título |

### Semifinales
| Fecha | Hora  | Partido¹ | Partido¹ | Partido¹      | Resultado  |
| ----- | ----- | -------- | -------- | ------------- | ---------- |
| 25.01 | 18:00 | Japón    | -        | Corea del Sur | 32-34 (ET) |
| 25.01 | 20:00 | Catar    | -        | Baréin        | 28-24      |

### Tercer lugar
| Fecha | Hora  | Partido¹ | Partido¹ | Partido¹ | Resultado |
| ----- | ----- | -------- | -------- | -------- | --------- |
| 27.01 | 16:30 | Japón    | -        | Baréin   | 27-26     |

### Final
| Fecha | Hora  | Partido¹      | Partido¹ | Partido¹ | Resultado |
| ----- | ----- | ------------- | -------- | -------- | --------- |
| 27.01 | 18:30 | Corea del Sur | -        | Catar    | 21-33     |

## Medallero
| Catar | Corea del Sur | Japón |
| Abdelrahman Abdallah Ahmad Madadi Allaedine Berrached Ameen Zakkar Anis Zouaoui Danijel Šarić Frankis Marzo Hani Kakhi Hassan Mabrouk Mahmud Hasab Ala Marwane Sassi Mohamed Abidi Rafael Capote Wajdi Sinen Yassine Sami Yusef Benali | Byun Young-jun Choi Beom-Mun Ha Min-ho Ha Tae-hyun Jeong Kwan-jung Kang Tan Kim Dong-myung Kim Gi-min Kim Jin-young Kim Tae-gyu Lee Chang-woo Park Ji-seop Park Seung Park Young-jun Pyun Ui-beom Ryu Jinsan | Adam Yuki Baig Hiroki Motoki Hiroyasu Tamakawa Jin Watanabe Kenya Kasahara Kitazume Asumi Kohei Narita Naoki Sugioka Remi Anri Doi Ryusei Okamoto Shinnosuke Tokuda Tatsuki Yoshino Yukihiro Shibayama Yuki Kubo Yuta Iwashita Yuto Agarie |
| Valero Rivera (seleccionador) | Kang Il-Koo (seleccionador) | Dagur Sigurðsson (seleccionador) |

## Clasificación general
| Posición | Equipo                 |
| -------- | ---------------------- |
|          | Catar CM               |
|          | Corea del Sur CM       |
|          | Japón CM               |
| 4        | Baréin CM              |
| 5        | Emiratos Árabes Unidos |
| 6        | Irán                   |
| 7        | Arabia Saudita         |
| 8        | Kuwait                 |
| 9        | Iraq                   |
| 10       | Hong Kong              |
| 11       | China                  |
| 12       | Australia              |
| 13       | Nueva Zelanda          |